# Río McClelland
El río McClelland es un curso natural de agua que desemboca en la bahía Inútil de la isla Grande de Tierra del Fuego.
Su nombre es escrito como "Río Mc Klelland" por el IGM, "Río Mc Lenan" por la Dirección General de Aguas: 7  "Río Mac Clelland" en el diccionario y en el mapa de Luis Risopatrón, "Río Mac Klelland" por Hans Niemeyer: 616 , aunque otros le llaman "Río McClelland".
No debe ser confundido con el río Mac Lennan, afluente del río Grande (río de Tierra del Fuego).

## Trayecto
El río nace en las laderas norte de la sierra de Beauvoir y tras un recorrido de más de 82 kilómetros en dirección norte. Su principal afluente es el río Aserradero que tiene una longitud de 27 km.

## Caudal y régimen
El "Plan estratégico de gestión hídrica Tierra del Fuego" de la DGA lo califica como uno de los "ríos menores y chorrillos de escaso desarrollo que llevan agua hacia el Estrecho, entre ellos los ríos o arroyos Marazzi, Riquelme, Bautista, Mc Clelland, Nogueira, Green, Blanco, Woodsend, La Paciencia, Paralelo".: 16 

## Historia
Luis Risopatrón lo describe brevemente en su Diccionario Jeográfico de Chile de 1924:: 509 
Mac Clelland (Rio) 53° 42’ 69° 39’. Es de corto curso, corre hácia el N i baña la estancia del mismo nombre, en la costa S de la bahía Inútil. 156.
Es posible que el nombre del río provenga de uno de los dueños de la Sociedad Explotadora de Tierra del Fuego, Peter H. McClelland como en el caso del vecino río Nogueira.

## Población, economía y ecología
El río desemboca no lejos del poblado de Cameron.